# Галопом по Європах (телепрограма)
Галопом по Європах — авторська програма телеведучого Ігора Пелиха у форматі реаліті-шоу, що виходила протягом 2000—2004 та 2007—2008 років на телеканалі «ICTV». Всього вийшло близько 170 епізодів програми.

## Історія
У 2000 році телеканал «ICTV» запустив програму «Галопом по Європах», автором та ведучим якої став Ігор Пелих.
У 2003 році бренд «Галопом по Європах» придбав туроператор «Вояж-Київ», який зараз працює під брендом «TUI Group». Того ж року творці програми і телеканал «ICTV» вели переговори про продаж прав на зйомки телепрограми за прототипом «Галопом по Європах» з російським «П'ятим каналом». Угоди досягнуто не було, однак згодом російський канал розпочав зйомки програми «Все включено» за концепцією української програми.
У 2004 році Ігор Пелих з творчою групою призупинили зйомки, звільнились з «ICTV» та перейшли до компанії «Роги і Копита Продакшн», заснованої Пелихом, де долучилися до реалізації проєктів інших розважальних програм.
У березні 2007 року знову на телеканалі «ICTV» вийшов прем'єрний показ другого сезону програми, співведучим якої став вокаліст гурту «Танок на майдані Конґо» «Фоззі».
У червні 2008 року вийшов третій сезон програми.

## Програма
Формат програми залишався незмінним — Ігор Пелих та його співведучий шукали на вулицях міст охочих в той же день поїхати на відпочинок на один зі світових курортів зі своєю дівчиною/хлопцем або з таким же охочим-незнайомцем. Однак щосезону концепція програми змінювалася. Зокрема, у другому сезоні команду було поділено на дві знімальні групи, одна з яких шукала дівчину, що у свою чергу давала для другої знімальної групи завдання підібрати їх хлопця, який відповідав би її запитам. Герої залишалися незнайомими до зустрічі в аеропорту. Вирішення справ з терміновою відпусткою, пояснення членам сімей, збір речей та інші питання підготовки до поїздки герої повинні були вирішувати не кожен за себе, а за свого супутника.

## Телетріумф
У 2003 році «Галопом по Європах» отримала премію «Телетріумф» у номінації «Розважальна програма».